# 多系進化
多系進化（英: Multilineal evolution）は、社会と文化の発展についての20世紀の社会の理論である。これは、種々の社会学者と人類学者の多くの理論が競合して構成されている。この理論は、より古い19世紀に据え置かれた単系進化の理論を入れ替えるものであった。
古典的な社会進化論の批評が広く受け入れられた時、最新の人類学や社会学的な研究は、前任者に対する批評の反響は変化していった。近代の理論は、多かれ少なかれ個々の社会を自らの歴史の中で存在していると見なすことや、情報源が不明なもの、自民族中心的な推測、比較すること、価値の判断、を避けるように注意を払っている。これらの状態が文化相対主義と多系進化のような新しい理論を生み出したのである。
1940年代までにレズリー・ホワイトとジュリアン・スチュワードのような文化人類学者がいっそう科学的な基礎の上に進化のモデルを復活させようと努めて、そしてネオ進化論として知られている研究を確立させることに成功した。ホワイトは「原始社会」と「近代社会」の対立を拒否した。しかし社会が、利用できるエネルギーの量に基づいて区別して議論することができるとし、そしてエネルギーの増加がより大きい社会の分化を可能にしたと論じた。スチュワードは一方で、19世紀の概念の発展形を拒絶した。そしてダーウィン説信奉者には「適応」の注意を引こうとする代わりに、すべての社会がいずれかの方法でそれらの環境に順応する議論をした。
人類学者、マーシャル・サーリンズとエルマン・サーヴィスは、ホワイトとスチュワードの研究を総合し『進化と文化』(Evolution and Culture)を著した。他の人類学者は、ホワイトとスチュワードによって仕事をもとに作り上げるか、あるいは対処して、文化的なエコロジーとエコロジー人類学の理論を展開した。 最も卓越した例はピーター(Andrew P. Vayda) とロイ・ラパポートである。1950年代の終わり、エリック・ウルフとシドニー・ミンツの学生たちは、文化的なエコロジーのマルクス主義、世界システム論、従属理論とマーヴィン・ハリスの文化唯物論を拒否した。
今日、大抵の人類学者が進歩と多系進化の3つのオリジナルの仮定の19世紀の概念を拒絶し続ける。スチュワードの後に従って、彼らは文化の異なった局面を説明しようとする試みで文化とその環境の間に関係をまじめに受けとめる。けれどもたいていの近代的な文化的な人類学者が、新興のシステムとして文化を調べて、一般的なシステムズアプローチを採用して、そして人が文化に政治的な、そして経済の関係を含める社会の環境全体を考慮に入れなくてはならないと論ずる。進化の考えの全部を拒絶して、そしてその代わりに歴史の偶発事、他の文化と文化的なシンボルシステムのオペレーションとの接触を見続けるまた別の人たちがいる。 結果として、「文化的な進化」の極端に単純化した概念はより低度に有用になって、そして文化の関係と環境へのいっそう微妙な陰影に富んだアプローチの全部のシリーズに譲歩した。 開発研究のエリアで、アマルティア・センのような著者が、独創的なインスピレーションの多くを維持する間に、同じく進歩のいっそう極端に単純化した考えを問題にする「開発」と「人間の繁栄すること」の理解を展開した。